# Theo Mann-Bouwmeester
Theo Mann-Bouwmeester (née Theodora Antonia Louisa Cornelia Bouwmeester à Zutphen (Pays-Bas) le 19 avril 1850 et morte à Amsterdam le 18 avril 1939) fut une des actrices néerlandaises les plus connues de son temps.

## Biographie

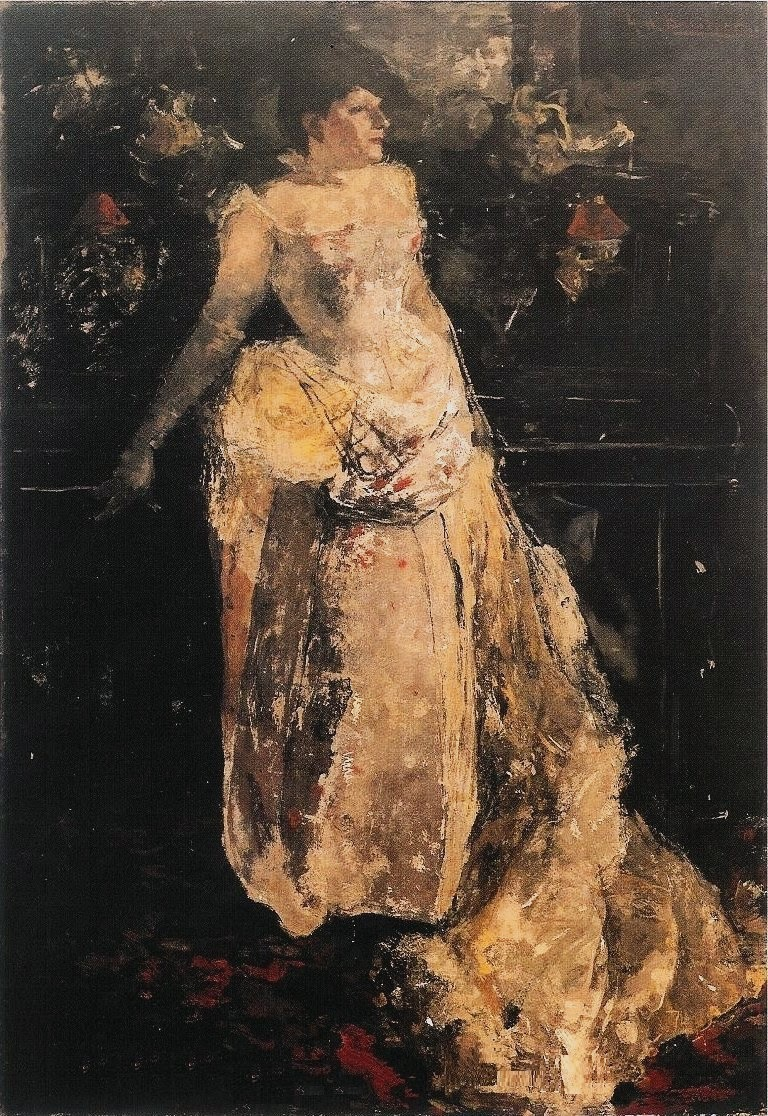
Portrait de Theo Mann-Bouwmeester par George Hendrik Breitner

Theo Mann-Bouwmeester est issue d'une longue lignée d'artistes qui, depuis le XVIIIe siècle, a donné aux Pays-Bas de nombreux comédiens : Louis Bouwmeester (nl) était son frère, Henri de Vries (en) était son neveu, Frederik Rosenveldt (nl) était son grand-père et Lily Bouwmeester sa petite-nièce.
Elle monta sur les planches dès l'âge de sept ans et eut des petits rôles jusqu'à ce qu'elle obtienne son premier engagement en 1866.
En 1880, une représentation de Sarah Bernhardt à Amsterdam eut une influence déterminante sur Theo Mann-Bouwmeester qui se résolut à suivre son exemple. La même année, dans le rôle principal de Froufrou ([lire en ligne]) d'Henri Meilhac et Ludovic Halévy, elle fut acclamée et changea de dimension, ce qui lui ouvrit les portes en 1885 Koninklijke Vereeniging Het Nederlandsch Tooneel, où elle restera jusqu'en 1920.
Elle fit une tournée d'adieu triomphale en 1926 dans L'Enfant de l'amour, pièce d'Henry Bataille.

## Postérité
Depuis 1955, chaque année est distribué le Theo d'Or qui récompense la meilleure actrice de la saison théâtrale.

## Théâtre
Theo Mann-Bouwmeester a joué dans des pièces de Victorien Sardou, d'Alexandre Dumas fils, d'Henri Meilhac et Ludovic Halévy, d'Alphonse Daudet, d'Eugène Scribe et Ernest Legouvé, de Pierre Decourcelle, d'Henry Bataille, d'Hermann Sudermann, de Gerhart Hauptmann, de Goethe et de Shakespeare.

## Filmographie
- Koning Oedipius[6], 1912
- Pro Domo[7], 1918
- Helleveeg[8], 1920
- Judith[9], 1923
- Frauenmoral[10], 1923

## Œuvres
- Mémoires door haar zelf verteld (Mémoires par moi-même), Amsterdam, 1899
- Mijn jeugd- en tooneelherinneringen (Souvenirs de jeunesse et de théâtre), Amsterdam, 1916
- Mijn leven 1850-1930 (Ma Vie. 1850-1929), Amsterdam, 1929